# 24 Heures du Mans 1997
Navigation
Édition précédente Édition suivante
Les 24 Heures du Mans 1997 sont la 65e édition de l'épreuve et se déroulent les 14 et 15 juin 1997 sur le circuit de la Sarthe.
Cette édition fait partie de celles qui a compté le plus d'abandons dans l'histoire de l'épreuve. Sur les 48 bolides au départ, seuls 17 franchissent l'arrivée, soit un total de 31 abandons.

## Nombre de pilotes qualifiés pour la course
144 pilotes sont au volant pour ces soixante-cinquièmes 24 Heures du Mans. Les femmes sont de nouveau présentes sur la boucle mancelle avec deux pilotes sur la grille de départ.
| 37 Français   | 19 Britanniques | 15 Américains | 11 Italiens  | 10 Allemands  |
| 8 Japonais    | 7 Belges        | 5 Néerlandais | 4 Brésiliens | 4 Espagnols   |
| 4 Portugais   | 4 Suédois       | 4 Suisses     | 3 Finlandais | 2 Australiens |
| 2 Autrichiens | 2 Sud-Africains | 1 Chilien     | 1 Danois     | 1 Monégasque  |

## Déroulement de la course

### Classements intermédiaires
| Pos. | Après la 1re heure | Après la 1re heure                                                                   | Après 6 heures | Après 6 heures                                                                        | Après 12 heures | Après 12 heures                                                                   | Après 18 heures | Après 18 heures                                                                       |
| Pos. | n°                 | Voiture / Pilotes                                                                    | n°             | Voiture / Pilotes                                                                     | n°              | Voiture / Pilotes                                                                 | n°              | Voiture / Pilotes                                                                     |
| ---- | ------------------ | ------------------------------------------------------------------------------------ | -------------- | ------------------------------------------------------------------------------------- | --------------- | --------------------------------------------------------------------------------- | --------------- | ------------------------------------------------------------------------------------- |
| 1    | 7                  | Joest Racing TWR Porsche WSC-95 (LMP) Alboreto - Johansson - Kristensen              | 25             | Porsche AG Porsche 911 GT1 (GT1) Stuck - Boutsen - Wollek                             | 25              | Porsche AG Porsche 911 GT1 (GT1) Stuck - Boutsen - Wollek                         | 26              | Porsche AG Porsche 911 GT1 (GT1) Collard - Kelleners - Dalmas                         |
| 2    | 22                 | Nissan Motorsport / TWR Nissan R390 GT1 (GT1) Patrese - van de Poele - Suzuki        | 26             | Porsche AG Porsche 911 GT1 (GT1) Collard - Kelleners - Dalmas                         | 26              | Porsche AG Porsche 911 GT1 (GT1) Collard - Kelleners - Dalmas                     | 7               | Joest Racing TWR Porsche WSC-95 (LMP) Alboreto - Johansson - Kristensen               |
| 3    | 26                 | Porsche AG Porsche 911 GT1 (GT1) Collard - Kelleners - Dalmas                        | 7              | Joest Racing TWR Porsche WSC-95 (LMP) Alboreto - Johansson - Kristensen               | 41              | Gulf Team Davidoff / GTC Racing McLaren F1 GTR (GT1) Gounon - Raphanel - Olofsson | 41              | Gulf Team Davidoff / GTC Racing McLaren F1 GTR (GT1) Gounon - Raphanel - Olofsson     |
| 4    | 42                 | Team BMW Motorsport / BMW Team Schnitzer McLaren F1 GTR (GT1) Lehto - Soper - Piquet | 41             | Gulf Team Davidoff / GTC Racing McLaren F1 GTR (GT1) Gounon - Raphanel - Olofsson     | 7               | Joest Racing TWR Porsche WSC-95 (LMP) Alboreto - Johansson - Kristensen           | 43              | Team BMW Motorsport / BMW Team Schnitzer McLaren F1 GTR (GT1) Kox - Ravaglia - Hélary |
| 5    | 21                 | Nissan Motorsport / TWR Nissan R390 GT1 (GT1) Brundle - Müller - Taylor              | 43             | Team BMW Motorsport / BMW Team Schnitzer McLaren F1 GTR (GT1) Kox - Ravaglia - Hélary | 39              | Gulf Team Davidoff / GTC Racing McLaren F1 GTR (GT1) Bellm - Scott - Sekiya       | 39              | Gulf Team Davidoff / GTC Racing McLaren F1 GTR (GT1) Bellm - Scott - Sekiya           |

### Classement final de la course

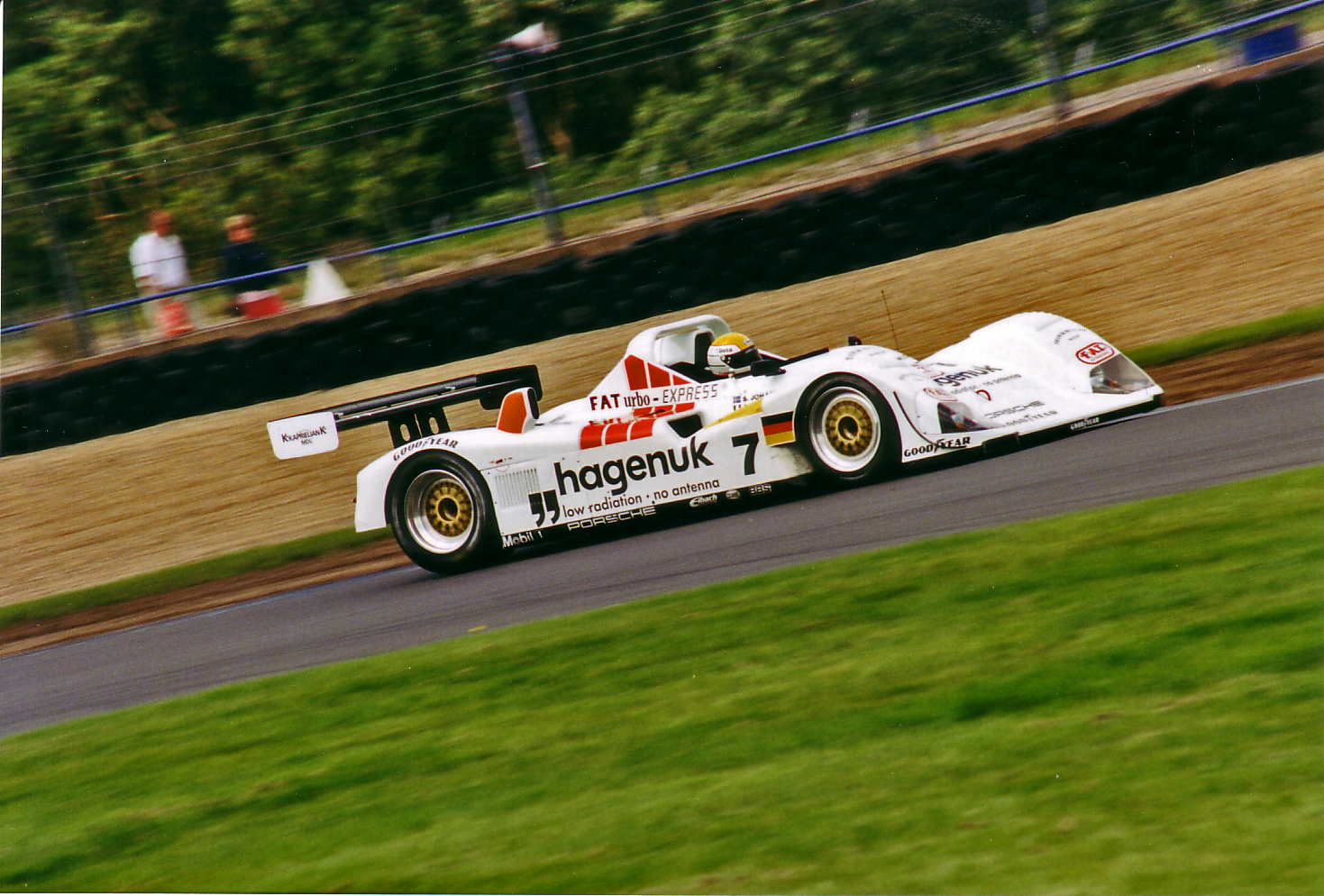
La TWR-Porsche WSC-95, victorieuse de l'édition 1997.

Voici le classement officiel au terme des 24 heures de course.
- Les vainqueurs de chaque catégorie sont signalés par un fond jauni.
- Pour la colonne Pneus, il faut passer le curseur au-dessus du modèle pour connaître le manufacturier de pneumatiques.

| Pos.  | Catégorie | N° | Écurie                                   | Pilotes                                                      | Châssis                            | Pneus | Tours |
| Pos.  | Catégorie | N° | Écurie                                   | Pilotes                                                      | Moteur                             | Pneus | Tours |
| ----- | --------- | -- | ---------------------------------------- | ------------------------------------------------------------ | ---------------------------------- | ----- | ----- |
| 1     | LMP       | 7  | Joest Racing                             | Michele Alboreto Stefan Johansson Tom Kristensen             | TWR Porsche WSC-95                 | G     | 361   |
| 1     | LMP       | 7  | Joest Racing                             | Michele Alboreto Stefan Johansson Tom Kristensen             | Porsche Type-935 3.0L Turbo Flat-6 | G     | 361   |
| 2     | GT1       | 41 | Gulf Team Davidoff GTC Racing            | Jean-Marc Gounon Pierre-Henri Raphanel Anders Olofsson       | McLaren F1 GTR                     | M     | 360   |
| 2     | GT1       | 41 | Gulf Team Davidoff GTC Racing            | Jean-Marc Gounon Pierre-Henri Raphanel Anders Olofsson       | BMW S70 6.0L V12                   | M     | 360   |
| 3     | GT1       | 43 | Team BMW Motorsport BMW Team Schnitzer   | Peter Kox Roberto Ravaglia Éric Hélary                       | McLaren F1 GTR                     | M     | 358   |
| 3     | GT1       | 43 | Team BMW Motorsport BMW Team Schnitzer   | Peter Kox Roberto Ravaglia Éric Hélary                       | BMW S70 6.0L V12                   | M     | 358   |
| 4     | LMP       | 13 | Courage Compétition                      | Didier Cottaz Jérôme Policand Marc Goossens                  | Courage C41                        | M     | 336   |
| 4     | LMP       | 13 | Courage Compétition                      | Didier Cottaz Jérôme Policand Marc Goossens                  | Porsche Type-935 3.0L Turbo Flat-6 | M     | 336   |
| 5     | GT1       | 33 | Schübel Engineering                      | Pedro Lamy Armin Hahne Patrice Goueslard                     | Porsche 911 GT1                    | M     | 331   |
| 5     | GT1       | 33 | Schübel Engineering                      | Pedro Lamy Armin Hahne Patrice Goueslard                     | Porsche 3.2L Turbo Flat-6          | M     | 331   |
| 6     | LMP       | 3  | Moretti Racing Inc.                      | Giampiero Moretti Didier Theys Max Papis                     | Ferrari 333 SP                     | Y     | 321   |
| 6     | LMP       | 3  | Moretti Racing Inc.                      | Giampiero Moretti Didier Theys Max Papis                     | Ferrari F310E 4.0L V12             | Y     | 321   |
| 7     | LMP       | 8  | La Filiere                               | Henri Pescarolo Jean-Philippe Belloc Emmanuel Clérico        | Courage C36                        | M     | 319   |
| 7     | LMP       | 8  | La Filiere                               | Henri Pescarolo Jean-Philippe Belloc Emmanuel Clérico        | Porsche Type-935 3.0L Turbo Flat-6 | M     | 319   |
| 8     | GT1       | 27 | BMS Scuderia Italia                      | Pierluigi Martini Christian Pescatori Antonio Herrmann       | Porsche 911 GT1                    | P     | 317   |
| 8     | GT1       | 27 | BMS Scuderia Italia                      | Pierluigi Martini Christian Pescatori Antonio Herrmann       | Porsche 3.2L Turbo Flat-6          | P     | 317   |
| 9     | GT2       | 78 | Elf Haberthur Racing                     | Michel Neugarten Guy Martinolle Jean-Claude Lagniez          | Porsche 911 GT2 (993)              | D     | 307   |
| 9     | GT2       | 78 | Elf Haberthur Racing                     | Michel Neugarten Guy Martinolle Jean-Claude Lagniez          | Porsche 3.6L Turbo Flat-6          | D     | 307   |
| 10    | GT2       | 74 | Roock Racing                             | André Ahrlé Andy Pilgrim Bruno Eichmann (de)                 | Porsche 911 GT2 (993)              | M     | 306   |
| 10    | GT2       | 74 | Roock Racing                             | André Ahrlé Andy Pilgrim Bruno Eichmann (de)                 | Porsche 3.6L Turbo Flat-6          | M     | 306   |
| 11    | GT2       | 73 | Roock Racing                             | Manuel Mello-Breyner Tomaz Mello-Breyner Pedro Mello-Breyner | Porsche 911 GT2 (993)              | M     | 295   |
| 11    | GT2       | 73 | Roock Racing                             | Manuel Mello-Breyner Tomaz Mello-Breyner Pedro Mello-Breyner | Porsche 3.6L Turbo Flat-6          | M     | 295   |
| 12    | GT1       | 23 | Nissan Motorsport TWR                    | Kazuyoshi Hoshino Erik Comas Masahiko Kageyama               | Nissan R390 GT1                    | B     | 294   |
| 12    | GT1       | 23 | Nissan Motorsport TWR                    | Kazuyoshi Hoshino Erik Comas Masahiko Kageyama               | Nissan VRH35 3.5L Turbo V8         | B     | 294   |
| 13    | GT2       | 80 | GT Racing Team AG Roock Racing           | Claudia Hürtgen John Robinson Hugh Price                     | Porsche 911 GT2 (993)              | P     | 280   |
| 13    | GT2       | 80 | GT Racing Team AG Roock Racing           | Claudia Hürtgen John Robinson Hugh Price                     | Porsche 3.6L Turbo Flat-6          | P     | 280   |
| 14    | GT2       | 63 | Viper Team Oreca                         | Justin Bell Pierre Yver John Morton                          | Chrysler Viper GTS-R               | M     | 278   |
| 14    | GT2       | 63 | Viper Team Oreca                         | Justin Bell Pierre Yver John Morton                          | Chrysler 8.0L V10                  | M     | 278   |
| 15    | GT2       | 64 | Chamberlain Engineering                  | Hans Hugenholtz Jari Nurminen Chris Gleason                  | Chrysler Viper GTS-R               | G     | 269   |
| 15    | GT2       | 64 | Chamberlain Engineering                  | Hans Hugenholtz Jari Nurminen Chris Gleason                  | Chrysler 8.0L V10                  | G     | 269   |
| 16    | LMP       | 10 | Courage Compétition                      | Fredrik Ekblom Jean-Louis Ricci Jean-Paul Libert (de)        | Courage C36                        | M     | 265   |
| 16    | LMP       | 10 | Courage Compétition                      | Fredrik Ekblom Jean-Louis Ricci Jean-Paul Libert (de)        | Porsche Type-935 3.0L Turbo Flat-6 | M     | 265   |
| 17    | LMP       | 15 | Team T.D.R. Mazdaspeed                   | Yojiro Terada Jim Downing Franck Fréon                       | Kudzu DLM-4                        | G     | 263   |
| 17    | LMP       | 15 | Team T.D.R. Mazdaspeed                   | Yojiro Terada Jim Downing Franck Fréon                       | Mazda R26B 2.6L 4-Rotor            | G     | 263   |
| Abd.  | GT1       | 26 | Porsche AG                               | Emmanuel Collard Ralf Kelleners Yannick Dalmas               | Porsche 911 GT1                    | G     | 327   |
| Abd.  | GT1       | 26 | Porsche AG                               | Emmanuel Collard Ralf Kelleners Yannick Dalmas               | Porsche 3.2L Turbo Flat-6          | G     | 327   |
| Abd.  | GT1       | 39 | Gulf Team Davidoff GTC Racing            | Ray Bellm Andrew Gilbert-Scott Masanori Sekiya               | McLaren F1 GTR                     | M     | 326   |
| Abd.  | GT1       | 39 | Gulf Team Davidoff GTC Racing            | Ray Bellm Andrew Gilbert-Scott Masanori Sekiya               | BMW S70 6.0L V12                   | M     | 326   |
| Abd.  | GT2       | 61 | Viper Team Oreca                         | Philippe Gache Olivier Beretta Dominique Dupuy               | Chrysler Viper GTS-R               | M     | 263   |
| Abd.  | GT2       | 61 | Viper Team Oreca                         | Philippe Gache Olivier Beretta Dominique Dupuy               | Chrysler 8.0L V10                  | M     | 263   |
| Abd.  | GT1       | 25 | Porsche AG                               | Hans-Joachim Stuck Thierry Boutsen Bob Wollek                | Porsche 911 GT1                    | G     | 238   |
| Abd.  | GT1       | 25 | Porsche AG                               | Hans-Joachim Stuck Thierry Boutsen Bob Wollek                | Porsche 3.2L Turbo Flat-6          | G     | 238   |
| Abd.  | GT1       | 42 | Team BMW Motorsport BMW Team Schnitzer   | JJ Lehto Steve Soper Nelson Piquet                           | McLaren F1 GTR                     | M     | 236   |
| Abd.  | GT1       | 42 | Team BMW Motorsport BMW Team Schnitzer   | JJ Lehto Steve Soper Nelson Piquet                           | BMW S70 6.0L V12                   | M     | 236   |
| Abd.  | GT1       | 29 | JB Racing                                | Jürgen von Gartzen Olivier Thévenin Alain Ferté              | Porsche 911 GT1                    | M     | 236   |
| Abd.  | GT1       | 29 | JB Racing                                | Jürgen von Gartzen Olivier Thévenin Alain Ferté              | Porsche 3.2L Turbo Flat-6          | M     | 236   |
| Abd.  | GT1       | 54 | David Price Racing                       | Andy Wallace James Weaver Butch Leitzinger                   | Panoz Esperante GTR-1              | G     | 236   |
| Abd.  | GT1       | 54 | David Price Racing                       | Andy Wallace James Weaver Butch Leitzinger                   | Ford (Roush) 6.0L V8               | G     | 236   |
| Abd.  | GT1       | 30 | Kremer Racing                            | Christophe Bouchut Andy Evans Bertrand Gachot                | Porsche 911 GT1                    | G     | 207   |
| Abd.  | GT1       | 30 | Kremer Racing                            | Christophe Bouchut Andy Evans Bertrand Gachot                | Porsche 3.2L Turbo Flat-6          | G     | 207   |
| Abd.  | GT2       | 75 | Larbre Compétition                       | Patrick Bourdais Peter Kitchak André Lara Resende            | Porsche 911 GT2 (993)              | M     | 205   |
| Abd.  | GT2       | 75 | Larbre Compétition                       | Patrick Bourdais Peter Kitchak André Lara Resende            | Porsche 3.6L Turbo Flat-6          | M     | 205   |
| Abd.  | LMP       | 9  | Courage Compétition                      | Mario Andretti Michael Andretti Olivier Grouillard           | Courage C36                        | M     | 197   |
| Abd.  | LMP       | 9  | Courage Compétition                      | Mario Andretti Michael Andretti Olivier Grouillard           | Porsche Type-935 3.0L Turbo Flat-6 | M     | 197   |
| Abd.  | GT1       | 52 | DAMS                                     | Franck Lagorce Éric Bernard Jean-Christophe Boullion         | Panoz Esperante GTR-1              | M     | 149   |
| Abd.  | GT1       | 52 | DAMS                                     | Franck Lagorce Éric Bernard Jean-Christophe Boullion         | Ford (Roush) 6.0L V8               | M     | 149   |
| Abd.  | GT1       | 55 | David Price Racing                       | David Brabham Perry McCarthy Doc Bundy                       | Panoz Esperante GTR-1              | G     | 145   |
| Abd.  | GT1       | 55 | David Price Racing                       | David Brabham Perry McCarthy Doc Bundy                       | Ford (Roush) 6.0L V8               | G     | 145   |
| Abd.  | GT1       | 21 | Nissan Motorsport TWR                    | Martin Brundle Jörg Müller Wayne Taylor                      | Nissan R390 GT1                    | B     | 139   |
| Abd.  | GT1       | 21 | Nissan Motorsport TWR                    | Martin Brundle Jörg Müller Wayne Taylor                      | Nissan VRH35 3.5L Turbo V8         | B     | 139   |
| Abd.  | GT1       | 28 | Konrad Motorsport                        | Franz Konrad Mauro Baldi Robert Nearn                        | Porsche 911 GT1                    | P     | 138   |
| Abd.  | GT1       | 28 | Konrad Motorsport                        | Franz Konrad Mauro Baldi Robert Nearn                        | Porsche 3.2L Turbo Flat-6          | P     | 138   |
| Abd.  | GT2       | 67 | Saleen-Allen Speedlab Cirtek Racing      | Steve Saleen Price Cobb Carlos Palau                         | Saleen Mustang RRR                 | D     | 133   |
| Abd.  | GT2       | 67 | Saleen-Allen Speedlab Cirtek Racing      | Steve Saleen Price Cobb Carlos Palau                         | Ford 5.9L V8                       | D     | 133   |
| Abd.  | GT2       | 79 | Konrad Motorsport                        | Toni Seiler Larry Schumacher Michel Ligonnet (de)            | Porsche 911 GT2 (993)              | P     | 126   |
| Abd.  | GT2       | 79 | Konrad Motorsport                        | Toni Seiler Larry Schumacher Michel Ligonnet (de)            | Porsche 3.2L Turbo Flat-6          | P     | 126   |
| Abd.  | GT1       | 22 | Nissan Motorsport TWR                    | Riccardo Patrese Eric van de Poele Aguri Suzuki              | Nissan R390 GT1                    | B     | 121   |
| Abd.  | GT1       | 22 | Nissan Motorsport TWR                    | Riccardo Patrese Eric van de Poele Aguri Suzuki              | Nissan VRH35 3.5L Turbo V8         | B     | 121   |
| Abd.  | GT1       | 49 | GT1 Lotus Racing                         | Jan Lammers Mike Hezemans Alexander Grau                     | Lotus Elise GT1                    | M     | 121   |
| Abd.  | GT1       | 49 | GT1 Lotus Racing                         | Jan Lammers Mike Hezemans Alexander Grau                     | Chevrolet 6.0L V8                  | M     | 121   |
| Abd.  | LMP       | 5  | Kremer Racing                            | Tomas Saldaña Carl Rosenblad Jürgen Lässig                   | Kremer K8 Spyder                   | G     | 103   |
| Abd.  | LMP       | 5  | Kremer Racing                            | Tomas Saldaña Carl Rosenblad Jürgen Lässig                   | Porsche Type-935 3.0L Turbo Flat-6 | G     | 103   |
| Abd.  | GT2       | 84 | Stadler Motorsport                       | Enzo Calderari Lilian Bryner Angelo Zadra (de)               | Porsche 911 GT2 (993)              | P     | 98    |
| Abd.  | GT2       | 84 | Stadler Motorsport                       | Enzo Calderari Lilian Bryner Angelo Zadra (de)               | Porsche 3.6L Turbo Flat-6          | P     | 98    |
| Abd.  | GT1       | 44 | Team Lark McLaren Parabolica Motorsports | Akihiko Nakaya Keiichi Tsuchiya Gary Ayles (en)              | McLaren F1 GTR                     | M     | 88    |
| Abd.  | GT1       | 44 | Team Lark McLaren Parabolica Motorsports | Akihiko Nakaya Keiichi Tsuchiya Gary Ayles (en)              | BMW S70 6.0L V12                   | M     | 88    |
| Abd.  | GT2       | 77 | Chereau Sports Larbre Compétition        | Jean-Luc Chéreau Jack Leconte Jean-Pierre Jarier             | Porsche 911 GT2 (993)              | M     | 77    |
| Abd.  | GT2       | 77 | Chereau Sports Larbre Compétition        | Jean-Luc Chéreau Jack Leconte Jean-Pierre Jarier             | Porsche 3.6L Turbo Flat-6          | M     | 77    |
| Abd.  | GT1       | 46 | Newcastle United Lister                  | Julian Bailey Thomas Erdos Mark Skaife                       | Lister Storm GTL                   | D     | 77    |
| Abd.  | GT1       | 46 | Newcastle United Lister                  | Julian Bailey Thomas Erdos Mark Skaife                       | Jaguar 7.0L V12                    | D     | 77    |
| Abd.  | GT2       | 62 | Viper Team Oreca                         | Tommy Archer Soheil Ayari Marc Duez                          | Chrysler Viper GTS-R               | M     | 76    |
| Abd.  | GT2       | 62 | Viper Team Oreca                         | Tommy Archer Soheil Ayari Marc Duez                          | Chrysler 8.0L V10                  | M     | 76    |
| Abd.  | GT2       | 60 | Agusta Racing Team Ltd.                  | Almo Coppelli Ricardo Agusta Eric Graham                     | Callaway Corvette LM-GT            | D     | 45    |
| Abd.  | GT2       | 60 | Agusta Racing Team Ltd.                  | Almo Coppelli Ricardo Agusta Eric Graham                     | Chevrolet 6.0L V8                  | D     | 45    |
| Abd.  | GT2       | 66 | Saleen-Allen Speedlab Cirtek Racing      | David Warnock (de) Rob Schirle Allen Lloyd                   | Saleen Mustang RRR                 | D     | 28    |
| Abd.  | GT2       | 66 | Saleen-Allen Speedlab Cirtek Racing      | David Warnock (de) Rob Schirle Allen Lloyd                   | Ford 5.9L V8                       | D     | 28    |
| Abd.  | GT1       | 45 | Newcastle United Lister                  | Geoff Lees Tiff Needell George Fouché                        | Lister Storm GTL                   | D     | 21    |
| Abd.  | GT1       | 45 | Newcastle United Lister                  | Geoff Lees Tiff Needell George Fouché                        | Jaguar 7.0L V12                    | D     | 21    |
| Abd.  | LMP       | 4  | Pilot Racing                             | Michel Ferté Adrián Campos Charlie Nearburg                  | Ferrari 333 SP                     | D     | 18    |
| Abd.  | LMP       | 4  | Pilot Racing                             | Michel Ferté Adrián Campos Charlie Nearburg                  | Ferrari F310E 4.0L V12             | D     | 18    |
| Abd.  | GT2       | 70 | Marcos Racing International              | Cor Euser Takaji Suzuki Harald Becker                        | Marcos Mantara LM600               | D     | 15    |
| Abd.  | GT2       | 70 | Marcos Racing International              | Cor Euser Takaji Suzuki Harald Becker                        | Chevrolet 5.9L V8                  | D     | 15    |
| Abd.  | GT1       | 32 | Roock Racing                             | Stéphane Ortelli Allan McNish Karl Wendlinger                | Porsche 911 GT1                    | M     | 8     |
| Abd.  | GT1       | 32 | Roock Racing                             | Stéphane Ortelli Allan McNish Karl Wendlinger                | Porsche 3.2L Turbo Flat-6          | M     | 8     |
| Abd.  | LMP       | 14 | Pacific Racing Ltd.                      | Harri Toivonen Eliseo Salazar Jesús Pareja                   | BRM P301                           | P     | 6     |
| Abd.  | LMP       | 14 | Pacific Racing Ltd.                      | Harri Toivonen Eliseo Salazar Jesús Pareja                   | Nissan 3.0L Turbo V6               | P     | 6     |
| Forf. | GT1       | 40 | Gulf Team Davidoff GTC Racing            | John Nielsen Thomas Bscher Chris Goodwin (en)                | McLaren F1 GTR                     | M     | -     |
| Forf. | GT1       | 40 | Gulf Team Davidoff GTC Racing            | John Nielsen Thomas Bscher Chris Goodwin (en)                | BMW S70 6.0L V12                   | M     | -     |

## Pole position et record du tour
- Pole position : Michele Alboreto sur no 7 TWR - Joest Racing en 3 min 41 s 581.
- Meilleur tour en course : Tom Kristensen sur no 7 TWR - Joest Racing en 3 min 45 s 068 au 210e tour.

## Tours en tête
- no 25 Porsche 911 GT1 - Porsche AG : 181 (1-3 / 11-12 / 49 / 60-199 / 204-238)
- no 7 WSC-95 - TWR - Joest Racing : 58 (4-7 / 15-22 / 27-35 / 328-361)
- no 43 McLaren F1 GTR - Team BMW Motorsport : 1 (13)
- no 22 Nissan R390 GT1 - Nissan Motorsport : 1 (14)
- no 42 McLaren F1 GTR - Team BMW Motorsport : 8 (23-26 / 37-40)
- no 26 Porsche 911 GT1 - Porsche AG : 112 (36 / 41-48 / 50-59 / 200-203 / 239-327)

## À noter
- Longueur du circuit : 13,605 km
- Distance parcourue : 4 609,600 km
- Vitesse moyenne : 192,066 km/h
- Écart avec le 2e : 13,605 km
- 170 000 spectateurs
- Un équipage 100 % familial avec la famille Mello-Breyner
- Accident mortel : la WR de Sébastien Enjolras explose lors des essais tuant son pilote après avoir percuté le rail.